# ساموئل لفلر
ساموئل لفلر (به انگلیسی: Samuel J Leffler) یک دانشمند علوم رایانه اهل ایالات متحده است. او بیشتر به خاطر همکاری در گروه تحقیقاتی سیستم‌های کامپیوتری و همچنین همکاری در پروژه فری‌بی‌اس‌دی شناخته می‌شود. لفلر خالق فلکس‌فکس و کتابخانه لیب‌تیف است. او همچنین در نوشتن چندین کتاب از جمله «طراحی و پیاده‌سازی سیستم‌عامل ۴/۳بی‌اس‌دی» همکاری داشته‌است. لفلر بعد از ترک گروه CSRG در شرکت‌های مختلفی مانند لوکاس فیلم، پیکسار، سیلیکون گرافیک و وی‌ام‌ویر کار کرده‌است و اکنون یک مشاور مستقل در طراحی سیستم است.